# Alma (New Brunswick)
Alma ist ein Fischerdorf im Albert County in der kanadischen Provinz New Brunswick. Alma hat 282 Einwohner (Stand: 2021). 2011 betrug die Einwohnerzahl 232 auf einer Fläche von 47,64 km² (Stand 2011). Die Bevölkerungsdichte liegt bei 5,9 Einwohner/km². Alma liegt an der Mündung des Upper Salomon River in die Bay of Fundy. Das Dorf liegt am Eingang zum Fundy-Nationalpark und ist umgeben vom Biosphärenreservat Fundy. Die Dorfbewohner leben hauptsächlich von der Fischerei.

## Persönlichkeiten
- Molly Kool (1916–2009), kanadisch-US-amerikanische Kapitänin